# دادگاه نظامی

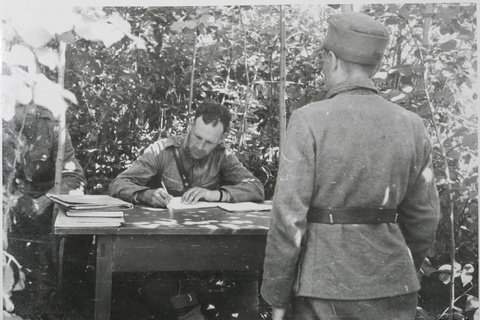
دادگاه نظامی دروم‌هد تیپ پانزدهم فنلاند سال ۱۹۴۴ میلادی

دادگاه نظامی (به انگلیسی: court-martial) به دادگاهی می‌گویند که برای اعمال قانون نیروهای مسلح و بر اساس قوانین نظامی عمل می‌کند و اگر فردی در این دادگاه‌ها محکوم شود، مجازات می‌گردد.
بیشتر پرونده‌های موجود در این دادگاه‌ها مربوط به رعایت نکردن نظم است و برخی کشورها مثل آلمان و فرانسه، در زمان صلح از این دادگاه‌ها استفاده نمی‌کنند و پرونده‌های نظامی را به دادگاه عادی ارجاع می‌دهند

## ایران
در ایران ایجاد و اجرای دادگاه‌های نظامی بر عهده سازمان قضایی نیروهای مسلح است.